# Supermarine S.4
Supermarine S.4 — британский одномоторный моноплан, построенный компанией Supermarine в 1920-х годах. Разработанный командой во главе с главным конструктором компании Р. Дж. Митчеллом, он был построен для участия в авиагонке за Кубок Шнейдера 1925 года.
Конструкция самолёта была революционной. Осознавая необходимость уменьшения лобового сопротивления для увеличения скорости, Митчелл создал поплавковый гидросамолёт, который радикально отличался от более ранних летающих лодок Supermarine. Построенный из дерева, со свободонесущим консольным крылом, он был оборудован двигателем Napier Lion, способным развивать мощность до 700 лошадиных сил (520 кВт). S.4 был оценён как обладающий хорошими аэродинамическими свойствами и приятный на вид, однако расположение его кабины было потенциально опасным, поскольку ограничивало обзор пилоту. Менее чем через месяц после своего первого полёта 24 августа 1925 года он установил мировой рекорд скорости для гидросамолётов — 364,922 км/ч.
В парке Бей-Шор в Балтиморе, США, где проходила авиагонка 1925 года, задняя часть S.4 была повреждена упавшим во время шторма столбом ещё до начала соревнования. Во время гонки 23 октября отремонтированный самолёт изначально работал исправно, но затем — по не до конца выясненным причинам, — контроль над самолётом был утерян, и он рухнул в море. Пилот Генри Биар был ранен.
Митчелл использовал практический опыт, накопленный в ходе его работы над S.4, при разработке его непосредственного преемника — Supermarine S.5.

## Конструкция и разработка
На авиагонке за Кубок Шнейдера 1923 года первые два места остались за американскими поплавковыми самолётами Curtiss CR-3. В то время британская летающая лодка Supermarine Sea Lion III, несмотря на превосходство в мощности двигатели, заняла лишь третье. Победа американцев, заручившихся поддержкой государства, побудила официальные круги Великобритании и Италии принять деятельное участие в подготовке к столь престижным соревнованиям. Так, для поддержания национального престижа Воздушное министерство Великобритании заказало у авиастроительных компаний Gloster Aircraft Company и Supermarine Aviation Works разработку поплавковых гидросамолётов (у Gloster — биплана, а у Supermarine — моноплана). Работы над новыми гоночными самолётами затянулись, и намеченные на октябрь 1924 года соревнования были перенесены на 1925.
В течение 1925 года главный конструктор Supermarine Р. Дж. Митчелл работал над новым самолётом для участия в предстоящей гонке. Решение о начале процесса проектирования было принято совместно Napier и Supermarine 18 марта 1925 года. После успеха американцев на предыдущих соревнованиях Митчелл полностью осознавал необходимость уменьшения лобового сопротивления для увеличения скорости. Новой конструкцией стал поплавковый гидросамолёт-среднеплан с консольным крылом. Он был схож с французским монопланом Bernard SIMB V.2, который побил рекорд скорости полёта в декабре 1924 года. Новая конструкция радикально отличалась от летающих лодок, ранее спроектированных Митчеллом для авиагонок, которые одержали победу в 1922 году, но уступили первые два места американцам в 1923.
Название S.4 было присвоено самолёту Митчеллом, буква «S» означала «Schneider» («Шнейдер»). Ему предшествовала серия гоночных Supermarine Sea Lion, самолёты которой получили названия S.1, S.2 и S.3. S.4 был первым участником авиагонки за Кубок Шнейдера, получившим поддержку британского правительства, которое согласилось купить самолет, если Supermarine и Napier покроют расходы на разработку и строительство. Воздушное министерство предоставило конструкторам гораздо бо́льшую свободу, чем правительство США.
S.4 представлял собой гидросамолёт-моноплан со свободонесущим консольным крылом и полумонококовым фюзеляжем, оснащённый специально разработанной версией Napier Lion, 12-циллиндровым двигателем с водяным охлаждением, способным на короткое время развивать мощность 700 лошадиных сил (520 кВт). Самолёт был в основном построен из дерева. Цельное свободонесущее крыло имело два лонжерона с изготовленными из ели фланцами и фанерными перегородками. Фюзеляж имел обшивку из уложенных по диагонали еловых досок поверх фанерных опалубок, построенных вокруг пары стальных А-образных рам, которые несли поплавки, и к которым крепились опоры двигателя и лонжероны крыла. Одноступенчатые поплавки были металлическими. Радиаторы, которые были установлены под крыльями, были единственной частью машины, выступавшей из фюзеляжа. S.4 был оценён как обладающий хорошими аэродинамическими свойствами и приятный на вид.
В сентябре 1925 года журнал Flight писал:

Возможно, кто-то может описать Supermarine-Napier S.4 так, как будто он был спроектирован в момент вдохновения, но в его деталях воплощено всё, что считается лучшим в британском конструировании. Никто не будет отрицать смелости конструкции, и мы считаем, что наибольшая заслуга принадлежит мистеру Р. Дж. Митчеллу, главному конструктору Supermarine Aviation Works, за его смелость отойти от стереотипных методов и использовать совершенно новые направления.Оригинальный текст (англ.)Perhaps one may describe the Supermarine-Napier S.4 as having the appearance of having been designed in an inspired moment, but having all that is considered best in British construction incorporated in its details. That the design is bold, no one will deny, and we think the greatest credit is due to Mr. R. J. Mitchell, chief designer of the Supermarine Aviation Works, for his courage in breaking away from stereotyped methods and striking out on entirely novel lines. — из статьи «The Schneider Cup Seaplane Race» журнала Flight (25 сентября 1925)

## История эксплуатации

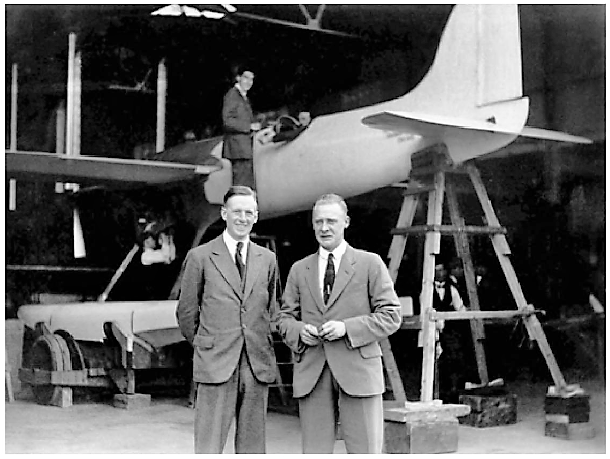
Генри Биар и Р. Дж. Митчелл рядом с S.4

S.4 получил бортовой номер G-EBLP и серийный N197, впервые поднявшись в воздух 24 августа 1925 года. Из моторной лодки за полётом наблюдали Митчелл и граф Маунтбеттен. Из-за большого расстояния, необходимого для взлёта S.4, полёт было решено проводить близ прибрежной деревушки Кэлшот.
Главный лётчик-испытатель Supermarine Генри Биар, как сообщается, остался недоволен S.4. Ему не нравились бесподкосные крылья и расположение кабины пилота позади крыльев. Расположение кабины было потенциально опасным, поскольку ограничивало пилоту обзор, особенно во время взлёта и посадки. Из-за этого во время своего первого полёта S.4 чуть не столкнулся с океанским лайнером.
13 сентября 1925 года, пролетев 3,0 км по прямой над Саутгемптон-Вотер, S.4 установил мировой рекорд скорости гидросамолёта (и рекорд скорости в Британии), разогнавшись до 364,922 км/ч. Когда об этом рекорде было официально объявлено месяц спустя, он вызвал сенсацию в прессе.

### Авиагонка за Кубок Шнейдера 1925

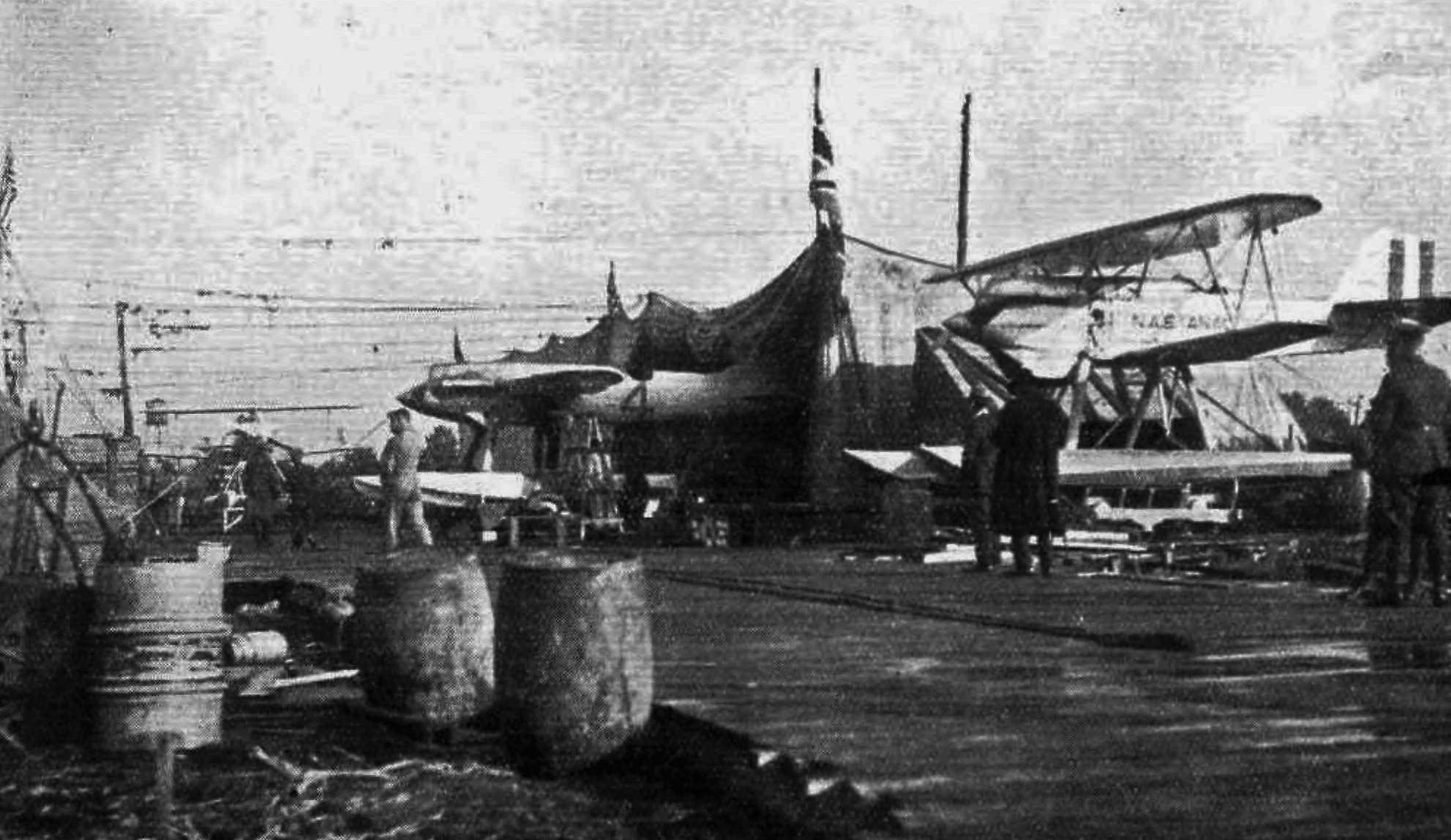
Supermarine S.4 (слева от центра) перед началом авиагонки за Кубок Шнейдера 1925 года

Возлагая большие надежды на победу Великобритании в предстоящей авиагонке за Кубок Шнейдера в парке Бэй-Шор (Балтимор), S.4 вместе с двумя бипланами Gloster III был бесплатно доставлен в США на борту океанского лайнера «Минневаска». Во время поездки пилот Supermarine Генри Биар поскользнулся, играя в теннис, и повредил запястье.
Плохая погода означала, что у тех участников авиагонки, которые уже прибыли на место её проведения, было мало возможностей попрактиковаться на маршруте. Самолёты были вынуждены оставаться в своих контейнерах, пока на пляже возводились брезентовые ангары для их размещения. Биард подхватил грипп, но поправился в достаточной мере, чтобы участвовать в соревнованиях. Однако из-за сильного ветра ангар, где хранился S.4, был снесён, а задняя часть самолёта была повреждена упавшим столбом. S.4 был отремонтирован вовремя, чтобы принять участие в авиагонке 23 октября 1925 года.
Во время гонки S.4 первоначально показал хорошие результаты, но затем штурвал управления начал сильно колебаться, и Биард потерял контроль над машиной на высокой скорости. По сообщениям, S.4 ушёл в сваливание, прежде чем упасть плашмя в море с высоты 30 метров. Биард, который после крушения потерял сознание, будучи пристегнутым ремнями, смог всплыть со дна моря и уцепиться за плавающие обломки. Первый отправленный ему на помощь катер сломался из-за неисправности двигателя, и пришлось отправлять ещё один. Митчелл, находившийся на борту лодки, которая пришла на помощь Биарду, в шутку спросил раненого: «Вода тёплая?». Позже было обнаружено, что у Биарда сломаны два ребра.
Обломки разбившегося самолёта были доставлены на берег. В большинстве источников причиной крушения указывается флаттер — сильные колебания крыльев самолёта. Несмотря на то, что было начато расследование, точные причины крушения так и не были установлены.

### Последующие события
Победу на гонке два дня спустя одержал американец Джеймс Дулиттл, пилотировавший Curtiss R3C со средней скоростью 374,443 км/ч, побив рекорд S.4, установленный месяцем ранее. Другим национальным командам было очевидно, что необходим американский подход к соревнованиям, который включал в себя подготовку пилотов и опытно-конструкторские испытания самолёта. Митчелл признал это, когда читал лекцию в Королевском авиационном обществе в 1927 году. Начиная с 1925 года Воздушное министерство разработало политику испытаний в аэродинамической трубе для анализа характеристик производимых самолётов.

## Наследие
Supermarine S.4 был революционным самолётом, который на годы опередил своё время и «задал стандарт в конструировании самолётов, который сохранялся на протяжении [1930-х и 1940-х годов]». Он был спроектирован с использованием новой технологии, с поплавками, которые были наиболее передовыми для своего времени, и бесподкосным крылом, которое никогда ранее не использовалась на самолётах Supermarine. Американский авиатор Джон Д. Андерсон отмечал, что этот самолёт «воплощал готовность Митчелла внедрять новые технологии в рамках испытанной интеллектуальной методологии концептуального проектирования» и произвёл «революцию в проектировании самолётов», которая «повлияла на всех последующих участников гонок за Кубок Шнейдера». Самолёт, одержавший победу на авиагонке 1926 года, итальянский Macchi M.39, был отчётливо похож на S.4. Митчелл использовал практический опыт, накопленный при проектировании его преемника, Supermarine S.5. S.4 был описан как «его первый выдающийся успех».
Чертежи и архивные кадры самолёта, а также пятиминутный фильм, показывающий его первый полёт, сохранились в биографическом фильме Лесли Говарда о Митчелле, The First of the Few (1942).
Конструкция S.5 включала в себя элементы, предназначенные для уменьшения флаттера. S.5 получил меньшее поперечное сечение фюзеляжа и более обтекаемые поплавки. Эти модификации были призваны увеличить скорость самолёта по сравнению с его предшественником. Увеличение скорости примерно на 39 км/ч было достигнуто за счёт внедрения радиаторов, которые не выступали из фюзеляжа; это значительно снизило силу лобового сопротивления, действующие на самолёт. Испытания, проведённые на модели S.4 в Национальной физической лаборатории Великобритании после крушения, показали, что на радиаторы Lamblin приходилась треть лобового сопротивления самолёта и что без них S.4 был бы «самым ровным» монопланом в мире.

## Технические характеристики
Источник данных: Supermarine Aircraft since 1914

Технические характеристики
- Экипаж: 1
- Длина: 8,122 м
- Размах крыла: 9,335 м
- Высота: 3,5751 м
- Площадь крыла: 12,9 м²
- Масса пустого: 1179 кг
- Максимальная взлётная масса: 1447 кг
- Силовая установка: 1 × поршневой двигатель жидкостного охлаждения Napier Lion VII[англ.]
- Мощность двигателей: 1 × 680 л. с. (510 кВт)
- Воздушный винт: двухлопастной винт фиксированного шага

Лётные характеристики
- Максимальная скорость: 385 км/ч[13]
- Нагрузка на крыло: 110 кг/м²

## Комментарии
1. ↑  Речь идёт о лайнере «Маджестик» компании White Star Line, который находился у входа в залив Саутгемптон-Вотер[англ.][15].